# Rhinolophus huananus
Rhinolophus huananus är en fladdermusart som ingår i släktet Rhinolophus och familjen hästskonäsor. Den är helt nyligen (2008) beskriven av Yi Wu, Masaharu Motokawa och Masashi Harada, och är ännu ej listad av IUCN. Catalogue of Life anger inga underarter. 

## Beskrivning
En liten art med stora öron och smalt huvud. Pälsen är brunaktig; de enskilda håren har vit bas och gråbruna till mörkbruna spetsar, samt en längd av 6 till 7 mm. Bukpälsen är ljusare än ryggsidans päls. Vingarna är mörkbruna. Kroppslängden är 3 till 4 cm, ej inräknat den 1,5 till 2 cm långa svansen. Underarmslängden är omkring 4 cm.

## Utbredning
De undersökta individerna av Rhinolophus huananus upptäcktes i grottor. Det anses troligt att den är en skogslevande art.

## Ekologi
Fladdermusen har påträffats i södra Kina, i provinserna Guangdong och Jiangxi samt den autonoma regionen Guangxi.